# Тиджани, Юсуф Башир
Юсеф Башир ат-Тиджани́ (англ. Al-Tijani Yusuf Bashir; 1912, Омдурман —1937) — суданский поэт. Один из основоположников романтизма в новой поэзии на арабском языке.

## Биография
Родился в консервативной религиозной семье суфистов. Назван в честь Ахмада ат-Тиджани, суфийского шейха, основателя тариката тиджания.
Образование получил в мусульманской школе-куттабе и в светском колледже в Омдурмане (ныне Исламский университет Омдурмана). Хорошо знал как классическую, так и современную арабскую литературу, читал некоторые арабские переводы западной литературы.
За высказывания о том, что «Поэзия Ахмеда Шауки сравнима с той, что была помещена в Коране», что было воспринято равносильным богохульству, он был изгнан из колледжа. Позже некоторое время работал оператором бензозаправки, сотрудничал с прессой.
В начале 1930-х годов безуспешно попытался продолжить учёбу в Каире.
Ат-Тиджани умер в молодом возрасте, в течение нескольких лет страдая от туберкулёза. Умер в нищете, поэт носил только суконную обувь и одежду напоминающую лохмотья, он не мог позволить себе ношение тюрбана, а не тюбетейки.

## Творчество
Стихи начал писать ещё в колледже, следуя традиционным формам стихосложения. Под влиянием европейской поэзии обратился к поискам новых форм, размеров и рифмы. В начале 1930-х гг. опубликовал ряд статей по вопросам современной арабской поэзии, в которых выступал против поэтических приёмов, унаследованных от поэтов раннефеодального периода.
В стихах ат-Тиджани звучат мотивы патриотизма, протест против английского колониального господства. Поэт часто обращался к природе, воспоминаниям о прошлом, к миру собственных чувств и переживаний. Его работы включают в себя постоянные ссылки на природный мир, особенно воду и свет, которые он часто использовал, как метафоры или символы.
Произведения ат-Тиджани собраны в сборнике Ishrāqa («Сияние»), опубликованном в 1942 г. С 2008 года было выпущено десять изданий его сборника стихов.